# Deringaj
Deringaj je selo u Zadarskoj županiji.

## Upravna organizacija
Upravno pripada općini Gračac.

## Zemljopisni položaj
Nalazi se na sjeveroistočno od Gračca.

## Promet
Nalazi se nedaleko od državne ceste D1, s istočne strane.

## Stanovništvo
Prema popisu iz 2011., Deringaj je imao 77 stanovnika.
| broj stanovnika | 561   | 650   | 501   | 387   | 475   | 432   | 454   | 427   | 281   | 404   | 380   | 322   | 258   | 183   | 52    | 77    | 68    |
|                 | 1857. | 1869. | 1880. | 1890. | 1900. | 1910. | 1921. | 1931. | 1948. | 1953. | 1961. | 1971. | 1981. | 1991. | 2001. | 2011. | 2021. |